# Даугірденай
Даугірденай (Daugirdėnai) — хутір у Литві, Расейняйський район, Аріогальське староство, знаходиться за 2 км від села Вередува. 2001 року в Даугірденаї проживала 1 людина.

## Принагідно
- Daugirdėnai

| Литва | Це незавершена стаття з географії Литви. Ви можете допомогти проєкту, виправивши або дописавши її. |